# 文雅之士
文雅之士（日语：スワーヴリチャード），是日本純種競賽馬匹，生涯活躍於中長途賽事，曾勝出2018年大阪盃及2019年日本盃。

## 出賽前
2014年3月10日出生于北海道安平町北部牧場，成長途中被賽馬機構NICKS Co. Ltd.於拍賣會以1億6740萬日圓購入。
其後交由栗東訓練中心練馬師莊野靖志訓練。

## 競賽生涯

### 2歲
2016年9月9日出戰阪神競馬場2歲新馬戰，雖然跑出全場最佳末腳，但仍然以鼻位敗於Meliora。
其後出戰2歲未勝利戰，最終於直路發揮良好的速度獲得首勝。
11月19日出戰東京體育盃兩歲錦標，雖然以良好位置進入直路並成功加速，但於終點線前被福澤滿途超越，以頸位差距獲得亞軍。

### 3歲
2017年首戰爲三級賽共同通信盃，於進入直路後加速衝出馬群，最終以2 1/2馬位拋離Etre Digne獲得首個分級賽冠軍。
4月16日出戰皋月賞，雖然獲得第一人氣，但最終於直路上未能進一步加速而以第六完賽。
其後出戰東京優駿（日本打吡），比賽途中一直中團推進，並保持穩定的節奏。進入直路後，雖然其進佔良好位置並望空加速，但仍然未能追上一早處於先頭的金之霸，以3/4馬位獲得亞軍。
夏季放草過後出戰阿根廷共和國盃，獲得第一人氣。比賽開始後，其繼續選擇於中團位置推進，並以相同節奏通過第四彎道。進入直路後，其開始不斷加速並超越前方對手，最終以2 1/2馬位獲得冠軍。
12月24日出戰有馬紀念，僅落後北部玄駒獲得第二人氣。比賽開始後，其採用擅長的中團推進戰術，並於比賽途中慢慢加速。進入直路後，其加速衝刺追趕前方的馬匹，但由於受到內閃影響浪費腳程，謝最終未能追上前方的北部玄駒、皇后寶戒及高尚駿逸獲得第四。

### 4歲
2018年3月11日出戰年度首戰金鯱賞，本次比賽其採用先行戰術，並以第二的位置通過第四彎道。進入直路後，其開始加速並成功超越領放馬里見貴族，最終以1/2馬位優勢獲得冠軍。
4月1日出戰大阪盃，比賽初段其處於幾乎最後的位置，但通過第二彎道後開始突然加速，並於通過第三彎道時經已取得明顯領先。進入直路後，其並未受到提早加速的影響，於其繼續保持速度下，成功抵擋後方波士劍客的追擊，以3/4馬位優勢率先衝線奪得首個一級賽冠軍。

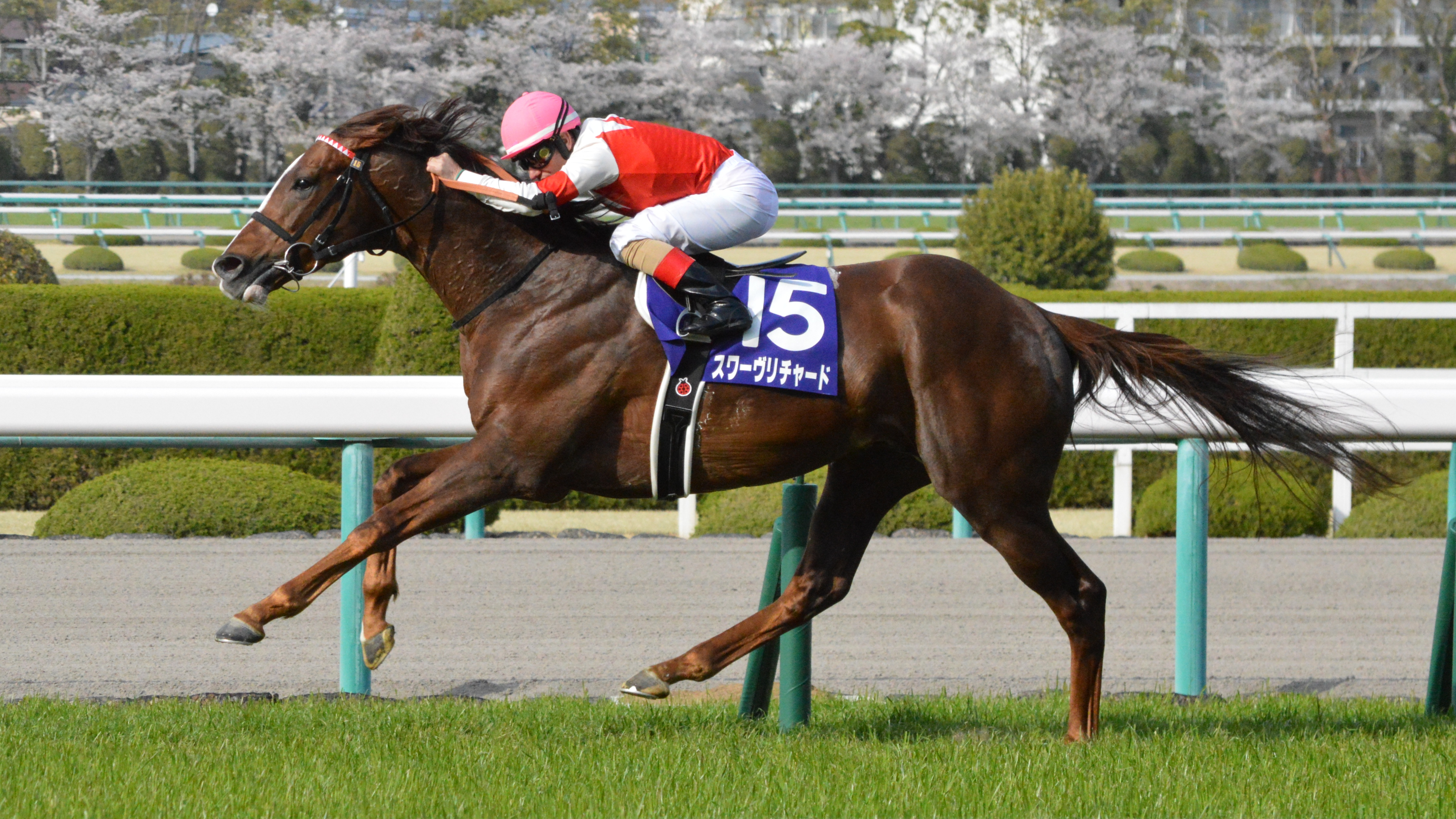
出戰大阪盃的文雅之士

其後縮程出戰安田紀念，雖然比賽途中節奏良好，但於直路未能進一步加速，最終於未能超越前方太空隕石下再被後上馬魔族雅谷超越，以第三完賽。
夏季放草過後以秋季天皇賞作爲秋季首戰，成功獲得第一人氣。比賽開始後，其隨即和旁邊的豐收節有些微碰撞，節奏被打亂下始終未能事成功加速，最終以第十大敗。
11月25日出戰日本盃，僅次於杏目獲得第二人氣。比賽開始後，其於中團靠前位置推進，保持穩定節奏下以第四進入直路。進入直路後，雖然其不斷加速衝刺，但始終未能拉近與前方的杏目及神業的距離，最終獲得第三。

### 5歲
2019年首戰爲中山紀念，於本場強敵有上年度皋月賞馬金紀元、2017年阪神兩歲牝馬錦標冠軍旺紫丁及2017年秋華賞馬迪雅卓下，其獲得第四人氣。比賽開始後，領放馬馬國之巔進行快放，以58.2秒的快步速通過前1000米，而文雅之士則於約莫第五的位置推進。進入直路後，雖然其由先頭位置衝出加速，但最終仍然未能超越前方馬匹以第四完賽。
其後陣營安排其遠征阿聯酋，和高尚駿逸及金之霸一同出戰杜拜司馬經典賽。比賽開始後，其處於中團位置推進，於直路上不斷加速衝刺，但仍然不敵前方的老波斯及高尚駿逸獲得第三。
回國後以寶塚紀念爲目標，由於強敵衆多，其只獲得六人氣。比賽開始後，其處於先頭位置追逐前方的神業及雍容白荷推進，於保持穩定節奏下以先頭部隊姿態通過第四彎道。進入直路後，雖然其成功加速並跑出不俗的末腳，但仍然未能超越率先衝出的雍容白荷及神業，再次獲得季軍。
秋季首戰爲秋季天皇賞，改爲由橫山典弘策騎。比賽開始後，其以穩定節奏推進，但於直路上未能進一步加速衝刺，最終以第七完賽。
11月24日出戰日本盃，雖然本場強敵有2016至2018年的三匹打吡馬豐收節、金之霸和華格納及上年度盟主高尚駿逸，但仍然無阻其憑藉優秀的戰績獲得第三人氣。比賽開始後，其於中團位置推進，並於比賽途中逐漸爬升至先頭部隊。進入直路後，其開始內閃並加速衝刺，最終成功超越前方機伶金花再次獲得一級賽冠軍。
12月22日出戰有馬紀念，比賽途中一直處於中團位置，但於直路時未能響應騎師莫艾誠的指示加速，最終以失速沉底以第十二大敗。
賽後陣營認爲其於有馬紀念最後800米的表現異常，經過醫療團隊詳細檢查後發現其右腳飛節腫脹，考慮其配種價值下，陣營最終決定安排其退役。

### 詳細賽績
| 日期       | 舉辦國家 | 馬場 | 距離   | 級別 | 賽事名稱           | 負重 | 騎師     | 馬號 | 出馬 | 名次 | 時間     | 頭馬（二馬）    |
| ---------- | -------- | ---- | ------ | ---- | ------------------ | ---- | -------- | ---- | ---- | ---- | -------- | --------------- |
| 11/9/2016  | 日本     | 阪神 | 草2000 |      | 2歲新馬            | 54   | 四位洋文 | 9    | 9    | 2    | 2:03.2   | Meliora         |
| 2/10/2016  | 日本     | 阪神 | 草2000 |      | 2歲未勝利          | 55   | 四位洋文 | 7    | 10   | 1    | 2:04.0   | （Piscadela）   |
| 19/11/2016 | 日本     | 東京 | 草1800 | GIII | 東京體育盃兩歲錦標 | 55   | 四位洋文 | 9    | 10   | 2    | 1:48.3   | 福澤滿途        |
| 12/2/2017  | 日本     | 東京 | 草1800 | GIII | 共同通訊盃         | 56   | 四位洋文 | 1    | 11   | 1    | 1:47.5   | （Etre Digne）  |
| 16/4/2017  | 日本     | 中山 | 草2000 | GI   | 皋月賞             | 57   | 四位洋文 | 2    | 18   | 6    | 1:58.2   | 艾恩遺跡        |
| 28/5/2017  | 日本     | 東京 | 草2400 | GI   | 東京優駿           | 57   | 四位洋文 | 4    | 18   | 2    | 2:27.0   | 金之霸          |
| 5/11/2017  | 日本     | 東京 | 草2500 | GII  | 阿根廷共和國盃     | 56   | 杜滿萊   | 4    | 16   | 1    | 2:30.0   | （Sole Impact） |
| 24/12/2017 | 日本     | 中山 | 草2500 | GI   | 有馬紀念           | 55   | 杜滿萊   | 14   | 16   | 4    | 2:33.8   | 北部玄駒        |
| 11/3/2018  | 日本     | 中京 | 草2000 | GIi  | 金鯱賞             | 57   | 杜滿萊   | 9    | 9    | 1    | 2:01.6   | （里見貴族）    |
| 1/4/2018   | 日本     | 阪神 | 草2000 | GI   | 大阪盃             | 57   | 杜滿萊   | 15   | 16   | 1    | 1:58.2   | （波士劍客）    |
| 3/6/2018   | 日本     | 東京 | 草1600 | GI   | 安田紀念           | 58   | 杜滿萊   | 1    | 16   | 3    | 1:31.4   | 魔族雅谷        |
| 28/10/2018 | 日本     | 東京 | 草2000 | GI   | 秋季天皇賞         | 58   | 杜滿萊   | 5    | 12   | 10   | 1:58.3   | 金之霸          |
| 25/11/2018 | 日本     | 東京 | 草2400 | GI   | 日本盃             | 57   | 杜滿萊   | 11   | 14   | 3    | 2:21.5   | 杏目            |
| 24/2/2019  | 日本     | 中山 | 草1800 | GII  | 中山紀念           | 58   | 杜滿萊   | 10   | 11   | 4    | 1:45.7   | 勝出光采        |
| 30/3/2019  | 阿聯酋   | 美丹 | 草2410 | GI   | 杜拜司馬經典賽     | 57   | 莫雷拉   | 7    | 8    | 3    | 紀錄缺失 | 老波斯          |
| 23/6/2019  | 日本     | 阪神 | 草2200 | GI   | 寶塚紀念           | 58   | 杜滿萊   | 11   | 12   | 3    | 2:11.6   | 雍容白荷        |
| 27/10/2019 | 日本     | 東京 | 草2000 | GI   | 秋季天皇賞         | 58   | 橫山典弘 | 4    | 16   | 7    | 1:57.1   | 杏目            |
| 24/11/2019 | 日本     | 東京 | 草2400 | GI   | 日本盃             | 57   | 莫艾誠   | 5    | 15   | 1    | 2:25.9   | （機伶金花）    |
| 22/12/2019 | 日本     | 中山 | 草2500 | GI   | 有馬紀念           | 57   | 莫艾誠   | 2    | 16   | 12   | 2:33.6   | 雍容白荷        |

## 退役後
退役後，文雅之士成爲了配種馬，於北海道安平町社台Stallion Station休養，在2020年進行配種。首批子嗣於2021年出生。首批子嗣可於2023年出賽。2023年11月4日，芳心動在京王盃兩歲錦標取勝，成爲了首匹勝出分級賽的子嗣。2023年12月28日，蕾麗宮於希望錦標取勝，成爲首匹勝出一級賽的文雅之士子嗣。

### 主要子嗣

#### 一級賽優勝子嗣
粗體字為一級賽
2021年生
- 名城潮流（聖烈特紀念、菊花賞）
- 蕾麗宮（希望錦標、有馬紀念）

#### 分級賽優勝子嗣
2021年生
- 芳心動（京王盃兩歲錦標）
- 愛蓓麗（花仙錦標）
- 傾心（鬱金香賞）

## 血統簡介
父系真心呼喚爲日本馬匹，生涯戰績彪炳，曾勝出有馬紀念及杜拜司馬經典賽，退役後配種成績亦極爲優勢，爲日本近代著名種馬之一。祖父週日寧靜是美國三冠賽雙軍馬，退役後在日本配種，在日本馬壇相當成功，贏得多項分級賽事，其子嗣贏得巨額獎金。
母系Pirramimma爲美國生產的日本賽駒，生涯出戰兩場賽事均未能勝出。外祖父Unbridled's Song爲美國賽駒，生涯戰績不俗，曾勝出一級賽育馬者盃兩歲馬大賽，退役後亦有優勢的配種成績。

### 血統表
| 父線：週日寧靜系（Halo系）           |                                  |                 |                 |
| 種馬 真心呼喚 2001年（棗色）         | 週日寧靜 1986年（棕色）          | Halo            | Hail to Reason  |
| 種馬 真心呼喚 2001年（棗色）         | 週日寧靜 1986年（棕色）          | Halo            | Cosmah          |
| 種馬 真心呼喚 2001年（棗色）         | 週日寧靜 1986年（棕色）          | Wishing Well    | Understading    |
| 種馬 真心呼喚 2001年（棗色）         | 週日寧靜 1986年（棕色）          | Wishing Well    | Mountain Flower |
| 種馬 真心呼喚 2001年（棗色）         | Irish Dance 1990年（棗色）       | 東來兵          | Lampala         |
| 種馬 真心呼喚 2001年（棗色）         | Irish Dance 1990年（棗色）       | 東來兵          | Severn Bridge   |
| 種馬 真心呼喚 2001年（棗色）         | Irish Dance 1990年（棗色）       | Buper Dance     | 利法爾          |
| 種馬 真心呼喚 2001年（棗色）         | Irish Dance 1990年（棗色）       | Buper Dance     | My Bupers       |
| 繁殖雌馬 Pirramimma 2005年（深棗色） | Unbridled's Song 1993年（灰色）  | Unbridled       | Fappiano        |
| 繁殖雌馬 Pirramimma 2005年（深棗色） | Unbridled's Song 1993年（灰色）  | Unbridled       | Gana Facil      |
| 繁殖雌馬 Pirramimma 2005年（深棗色） | Unbridled's Song 1993年（灰色）  | Trolley Song    | Caro            |
| 繁殖雌馬 Pirramimma 2005年（深棗色） | Unbridled's Song 1993年（灰色）  | Trolley Song    | Lucky Spell     |
| 繁殖雌馬 Pirramimma 2005年（深棗色） | Career Collection 1995年（棗色） | General Meeting | 西雅圖迴旋      |
| 繁殖雌馬 Pirramimma 2005年（深棗色） | Career Collection 1995年（棗色） | General Meeting | Alydars Promise |
| 繁殖雌馬 Pirramimma 2005年（深棗色） | Career Collection 1995年（棗色） | River of Stars  | 河人            |
| 繁殖雌馬 Pirramimma 2005年（深棗色） | Career Collection 1995年（棗色） | River of Stars  | Star Fortune    |
| 雌系：號族：1-a                      |                                  |                 |                 |
| 五代內近親交配：無                   |                                  |                 |                 |

## 命名由來
名字中，スワーヴ（Suave）是馬主NICKS Co. Ltd.冠名，出自公司負責人諏訪守之姓氏諏訪（スワ）的諧音，於英語中，亦帶有文雅的意思，Richard（リチャード）則是歐美常見的人名，香港則只取冠名部分，翻譯为「文雅之士」。

## 外部連結
- 文雅之士 netkeiba.com （页面存档备份，存于）
- 血統表 （页面存档备份，存于）